# Маэлсехнайлл мак Домнайлл
Маэлсехнайлл мак Домнайлл (также Маэл Сехнайлл Мор, Мэл Сехнайлл Большой, Маэл Сехнайлл II, Малахия Большой, Малахия II; др.‑ирл. Máel Sechnaill mac Domnaill; 948— 2 сентября 1022) — король Миде в 975/976—1022 годах и верховный король Ирландии в 980—1002 и 1014—1022 годах.
В 980 году победил дублинского короля Олава Кварана в битве при Таре. В результате этой блестящей победы викинги, правители Дублина, признали себя вассалами верховного короля Ирландии. Эта битва и победы имели не меньшее значение для истории Ирландии и сохранения её независимости, чем знаменитая битва при Клонтарфе в 1014 году.

## Биография

### Происхождение
Маэлсехнайлл принадлежал к роду Кланн Холмайн, ветви Южных Уи Нейлов. Сын Домналла Донна мак Доннхады (? — 952). Был внуком Доннхада Донна (ум. 944), короля Миде (919—944) и верховного короля Ирландии (919—944), правнуком Фланна Синны (847/848 — 919), верховного короля Ирландии (877—916), праправнуком Маэлсехнайлла мак Маэла Руанайда (ум. 862), короля Миде (843/845 — 862) и верховного короля Ирландии (846—862).

Основные королевства Ирландии и королевство Миде — личный домен верховного короля Ирландии в X веке. Показаны владения викингов — Дублин, Уэксфорд, Уотерфорд, Корк, Лимерик

В течение многих веков (более 600 лет) королями Тары — верховными королями Ирландии — были представители разных кланов Уи Нейлов, потомков верховного короля Ирландии Ниалла Девять Заложников. Преимущественно на троне верховных королей Ирландии были поочередно представители двух ветвей, южной и северной, Уи Нейлов — Кланн Холмайн и Кенел Эогайн, иногда других частей рода Уи Нейлов — Сил Аэдо Слане и Кенел Конайлл. Эта система, базировавшаяся на обычаях и неписаных ирландских законах, оставляла в стороне, на уровне вассалов, королей и вождей других кланов — таких как королевства Мунстер, Лейнстер, Ульстер, Брейфне, Осрайге, Айргиалла и др. Это вызывало периодическое недовольство мелких королевств Ирландии, бесконечные войны между королевствами и верховного короля с непокорными вассалами. Угрозой Ирландии в то время было нашествие викингов, которые захватили обширные территории в Ирландии и образовали свои королевства на территории Ирландии. Конец этой системе положил Бриан Бору (Бриан Боройме), принадлежавший к совсем иному клану, но с согласия Маэлсехнайлла мак Домнайлла стал верховным королём Ирландии и сумел на короткое время объединить страну и разгромить викингов.

### Битва при Таре и разгром викингов
В 980 году король дублинских викингов Олав Кваран, который стремился завоевать всю Ирландию, собрал вспомогательные силы викингов с их колоний из Шотландии, Норвегии, островов Атлантики, начав войну за покорение Ирландии. Битва состоялась на холмах Тары, под которыми была руины древней столицы Ирландии. Маэлсехнайлл мак Домнайлл, который возглавлял ирландское войско, наголову разбил викингов. Регинальд (норв. — Reginald) — наследник Олафа — был убит в битве. Маэлсехнайлл мак Домнайлл после победы выступил в поход на Дублин, за стенами которого укрылись остатки викингов. После трех дней осады гарнизон викингов сдался.

### Битва под Гленмама
В 997 году состоялся съезд вождей и королей Ирландии под Клонфертом. На съезде был и Бриан Бору — на то время король Мунстера, что претендовал на роль лидера Ирландии и стремился объединить Ирландию в единое централизованное государство. Во время переговоров Бриан Бору и Маэлсехнайлл мак Домнайлл договорились, что Бриан Бору будет властвовать над южной частью Ирландии, а Маэлсехнайлл над северной. Титул верховного короля остался за Маэлсехнайллом. В честь этой договоренности состоялся обмен заложниками, которые должны были быть казнены в случае нарушения соглашения. В том числе заложники были взяты из королевства Лейнстер и из королевства Дублин, где жили викинги, которые теперь были вассалами ирландских королей. В 998 году Бриан Бору и Маэлсехнайлл заключили союз для борьбы с викингами, которые продолжали угрожать Ирландии и объединяли силы за морем с целью захвата острова.
В 999 году королевство Лейнстер, которое веками враждовало и воевало с Уи Нейллами и королевством Мунстер, объединилось с дублинскими викингами и восстало против Бриана Бору и Маэлсехнайлла.

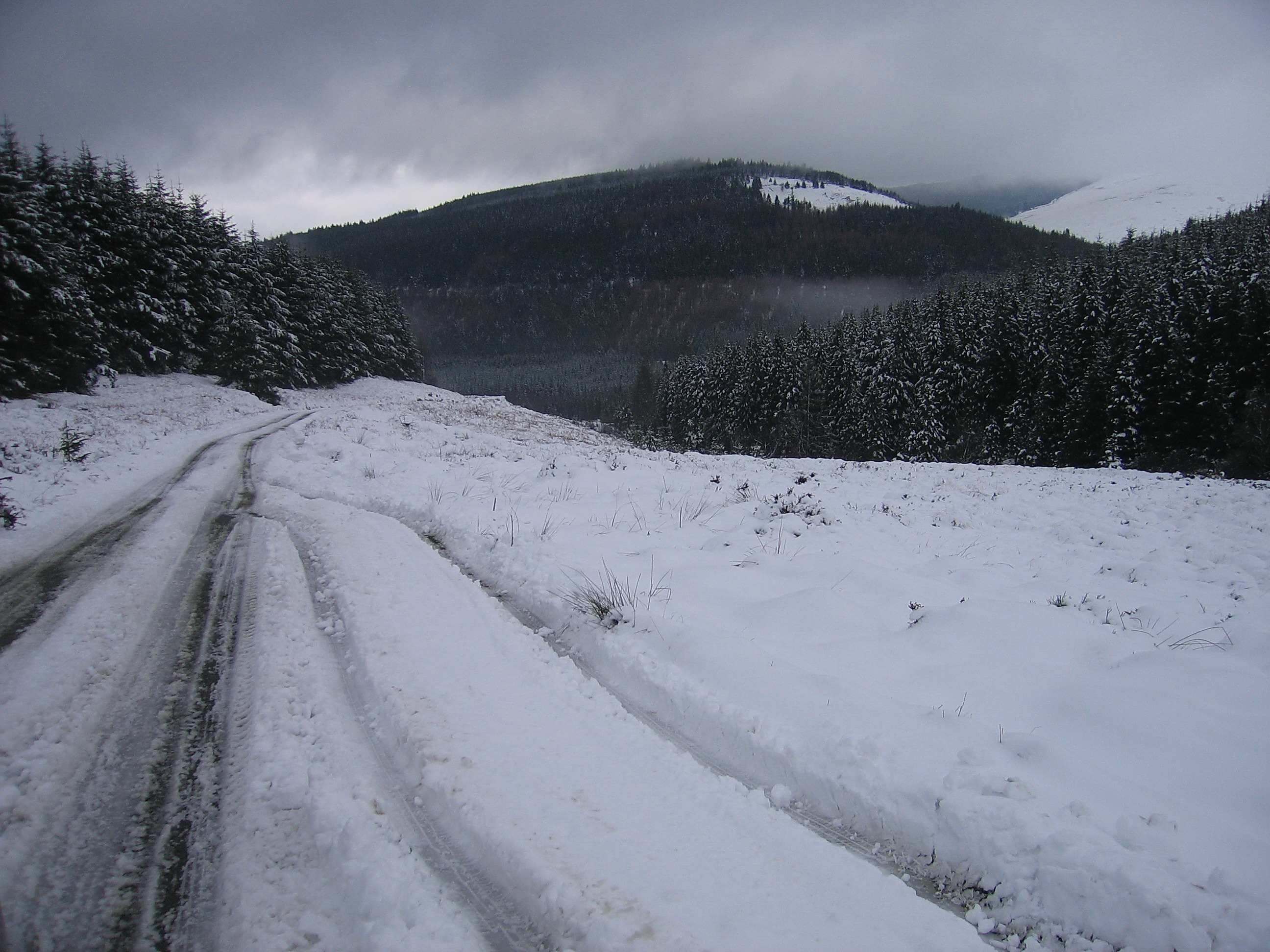
Местность Гленмама в горах Виклоу, где зимой 999 года состоялась победная битва ирландцев с викингами.

Битва состоялась у Гленмама в горах Виклоу зимой. «Анналы Ульстера» и «Анналы четырёх мастеров» сообщают, что силы Бриана Бору и Маэлсехнайлла объединились и встретили армию Лейнстера и армию викингов у Гленмама 30 декабря 999 года недалеко от Дунлавина на земле Виклоу, где была старинная крепость королевства Лейнстер. Войска Ленстера и викингов были разбиты. Хотя английские источники сообщают об этом событии как о «подавлении бунта лейнстерцев». Поражение викингов и королевства Лейнстер освободила дорогу на Дублин для войск ирландских королей.

### Повторное правление
В 1002 году Маэлсехнайлл мак Домнайлл передал власть и корону верховного короля Ирландии Бриану Бору как человеку, который смог бы окончательно победить викингов и объединить Ирландию. Однако Бриан Бору погиб во время решающей битвы с викингами в 1014 году под Клонтарфом. Власть снова вернулась к Маэлсехнайллу мак Домнайллу. Он сумел укрепить и утвердить власть верховных королей Ирландии, в том числе с помощью своих родственников из клана Флайбертах Уа Нейлл (ирл. — Flaithbertach Ua Néill). Его противниками в то время были Диармайт мак Маэл-на-м-Бо и короли Лейнстера. После его смерти на трон верховных королей, кроме традиционных претендентов из Кланн Холмайн и Кенел Эогайн, стали претендовать кланы О’Лохлайнн и О’Бриайн.

### Семья
Маэлсехнайлл мак Домнайлл был дважды женат и имел многочисленное потомство:
1) Гормлет инген Мурхада (ирл. — Gormflaith ingen Murchada) (ок. 960—1030), дочь Мурхада мак Финна (? — 972), короля Лейнстера (966—972), сначала супруга короля Дублина Олава III Кварана, затем жена Бриана Бору. Дети:
- Конхобар (ум. 1030)

2) Маэл Муйре инген Амлайб (ирл. — Máel Muire ingen Amlaíb) (? — 1021), дочь короля Дублина Олава III Кварана (945—947, 952—980). Дети:
- Доннхад (? — 1012), убит во время набега на Уэстмит
- Домналл (? — 1030), король Миде (1027—1030)
- Фланн (? — 1013)
- Конгалах (? — 1017)
- Домналл (? — 1019), аббат
- Мурхад Руаг (ум. 1049)
- Муйрхертах (ум. 1049)